# Bubba Sparxxx

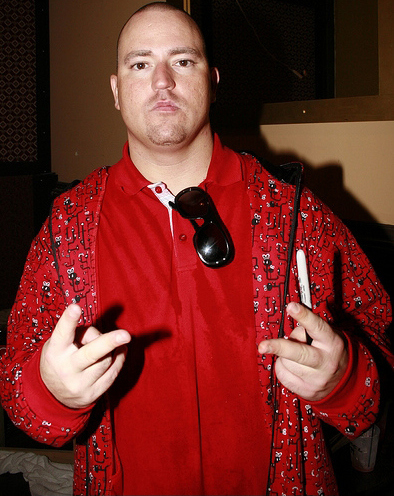
Bubba Sparxxx (2008)

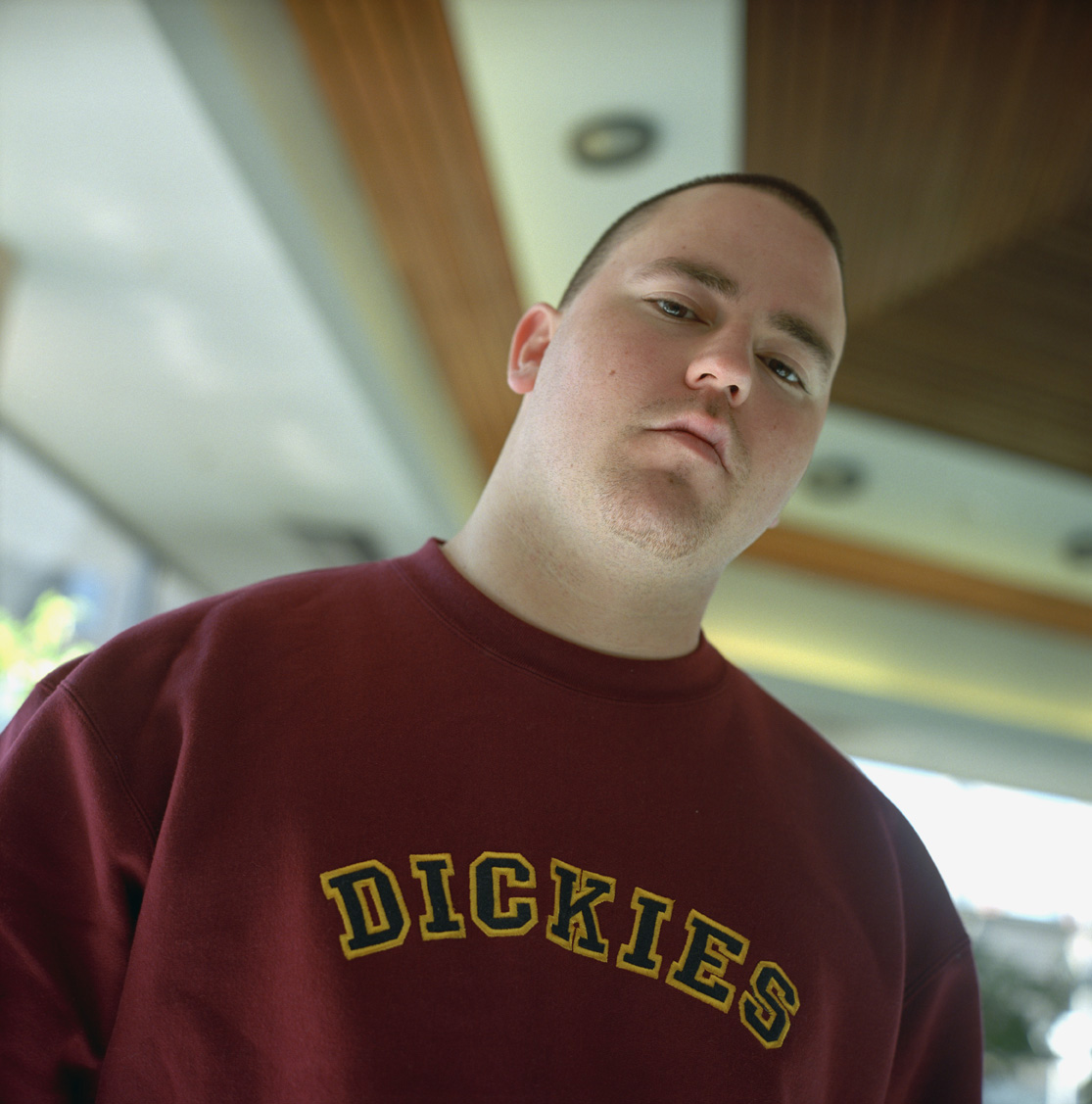
Bubba Sparxxx (2002)

Bubba Sparxxx (* 6. März 1977 in LaGrange, Georgia; eigentlich Warren Anderson Mathis), auch bekannt als Bubba Mathis, ist ein US-amerikanischer Rapper. Er wurde vor allem durch seine Hitsingle Ugly aus dem Jahr 2001 bekannt und gehörte neben Eminem und Everlast zu den damals sehr wenigen erfolgreichen weißen Hip-Hop-Musikern der USA. Sparxxx ist ein Vertreter des Down South.

## Leben
Sparxxx wuchs in einer ländlichen Gegend der Südstaaten auf und brachte so eine neue Erfahrungswelt in den US-Mainstream-Hip-Hop ein. Als prägendes Erlebnis seiner Jugend erinnert er sich an seinen Stiefvater: [He] showed me how to set the scope, shoot and then leave with the deer/And then he made me drink the blood to show me life was precious.
Bubba Sparxxx begann gemeinsam mit seinem Freund Lil Devil 1996 mit ihrer Band One Card Shi, die regional in Georgia mit einem Demotape und dem Album Dark Days, Bright Nights einigen Erfolg hatte und vor allem die Aufmerksamkeit von Jimmy Iovine von Interscope Records erregte.
Bubba bekam einen Plattenvertrag bei Interscope und arbeitete nachfolgend mit den Produzenten Timbaland und Organized Noize zusammen. Die gemeinsame Neuauflage von Dark Days, Bright Nights erschien 2000 und stieg in den Billboard-Charts bis auf den dritten Platz. Die Co-Produktion wurde vor Erscheinen mit Skepsis gesehen: Timbaland ist bekannt für seinen urbanen, eleganten und komplexen Stil, Sparxxx selbst zelebriert eine Redneck-Ästhetik. Es überzeugte aber auch die Kritiker.
Das dritte Album Deliverance erschien 2003, war jedoch kein großer Erfolg, obwohl es in die Top 10 einstieg. Benannt ist es nach dem gleichnamigen Film (und Buch) von James Dickey, in dem vier junge Männer aus Georgia in die Wildnis fahren und dort mit zwei Bewohnern der Berge um ihr Leben kämpfen müssen.
Inzwischen ist Bubba Sparxxx zu E1 Music gewechselt. Sein 2006 erschienenes Album The Charm erreichte Platz 9 der Charts und hielt sich 15 Wochen in den Top 200. Ms. New Booty (zusammen mit den Ying Yang Twins), Heat It Up und The Otherside (mit Petey Pablo und Sleepy Brown) wurden als Single ausgekoppelt.
Im Jahr 2009 veröffentlichte zusammen mit DJ Greg Street das Album The New South mit den beiden Songs Beatin Down the Block und She Got Me Like (Ahh Shit).
Im Oktober 2012 erschien die Single Country Folks, in welchem Danny Alexander von der Band Rehab sowie der Countryrapper Colt Ford mitwirkten. Kurz darauf wurde die zweite Single eines neuen Albums, Splinter, veröffentlicht. Im Oktober 2013 erschien das Album Pain Management.
Eine neue Single mit Danny Alexander wurde 2014 veröffentlicht, Made On McCosh Hill Rd, welche vom gleichnamigen Album – erschienen am 24. Juni 2014 – ausgekoppelt wurde.

## Diskografie

### Studioalben
| Jahr | Titel                    | Höchstplatzierung, Gesamtwochen, AuszeichnungChartplatzierungen (Jahr, Titel, Platzierungen, Wochen, Auszeichnungen, Anmerkungen) | Höchstplatzierung, Gesamtwochen, AuszeichnungChartplatzierungen (Jahr, Titel, Platzierungen, Wochen, Auszeichnungen, Anmerkungen) | Anmerkungen                                                  |
| Jahr | Titel                    | DE | US | Anmerkungen                                                  |
| ---- | ------------------------ | --- | --- | ------------------------------------------------------------ |
| 2001 | Dark Days, Bright Nights | DE93 (1 Wo.)DE | US3 Gold · (18 Wo.)US | Erstveröffentlichung: 18. September 2001 Verkäufe: + 500.000 |
| 2003 | Deliverance              | DE44 (4 Wo.)DE | US10 (10 Wo.)US | Erstveröffentlichung: 16. September 2003                     |
| 2006 | The Charm                | — | US9 (15 Wo.)US | Erstveröffentlichung: 4. April 2006                          |
| 2013 | Pain Management          | — | — | Erstveröffentlichung: 15. Oktober 2013                       |
| 2014 | Made on McCosh Hill Rd   | — | — | Erstveröffentlichung: 24. Juni 2014                          |
| 2018 | Rapper From the Country  | — | — | Erstveröffentlichung: 14. September 2018                     |
| 2020 | King of Crap             | — | — | Erstveröffentlichung: 4. Dezember 2020                       |

### EPs
- 2016: The Bubba Mathis EP

### Singles
| Jahr | Titel Album                     | Höchstplatzierung, Gesamtwochen, AuszeichnungChartplatzierungen (Jahr, Titel, Album, Platzierungen, Wochen, Auszeichnungen, Anmerkungen) | Höchstplatzierung, Gesamtwochen, AuszeichnungChartplatzierungen (Jahr, Titel, Album, Platzierungen, Wochen, Auszeichnungen, Anmerkungen) | Höchstplatzierung, Gesamtwochen, AuszeichnungChartplatzierungen (Jahr, Titel, Album, Platzierungen, Wochen, Auszeichnungen, Anmerkungen) | Höchstplatzierung, Gesamtwochen, AuszeichnungChartplatzierungen (Jahr, Titel, Album, Platzierungen, Wochen, Auszeichnungen, Anmerkungen) | Anmerkungen                                                                                         |
| Jahr | Titel Album                     | DE | CH | UK | US | Anmerkungen                                                                                         |
| ---- | ------------------------------- | --- | --- | --- | --- | --------------------------------------------------------------------------------------------------- |
| 2001 | Ugly Dark Days, Bright Nights   | DE48 (9 Wo.)DE | CH54 (9 Wo.)CH | UK7 (11 Wo.)UK | US15 (20 Wo.)US | Erstveröffentlichung: 6. August 2001 feat. Timbaland                                                |
| 2001 | Lovely Dark Days, Bright Nights | — | — | UK24 (2 Wo.)UK | — | Erstveröffentlichung: 2001                                                                          |
| 2003 | Deliverance                     | DE27 (12 Wo.)DE | — | UK55 (2 Wo.)UK | — | Erstveröffentlichung: 28. April 2003 feat. Timbaland                                                |
| 2003 | Back in the Mud Deliverance     | — | — | — | — | Erstveröffentlichung: 2003                                                                          |
| 2005 | Ms. New Booty The Charm         | — | — | — | US7 ×2Doppelplatin + Gold (Mastertone) · (24 Wo.)US                                                                                      | Erstveröffentlichung: 29. November 2005 Verkäufe: + 2.500.000 feat. Ying Yang Twins & Mr. Collipark |

Weitere Singles
- 2003: Jimmy Mathis
- 2006: Heat It Up
- 2008: I Like It Alot
- 2008: She Got Me Like (Ahh Shit) (feat. Ray J)
- 2009: Beatin Down the Block (feat. Dirt Reynolds)
- 2012: Country Folks (feat. Danny Alexander & Colt Ford, US: Gold)
- 2013: Splinter (feat. Crucifix)
- 2014: Made on McCosh Hill Rd (feat. Danny Alexander)